# Гданов Ізет Рустемович
Ізет Рустемович Гданов (нар. 16 вересня 1983, Фергана, Узбекистан) — український державний діяч, кримськотатарський активіст, політик та військовослужбовець. Перший заступник Постійного Представника Президента України в Автономній Республіці Крим. В.о. Постійного представника Президента України в АРК (2018—2019). Заступник міністра промислової політики паливно-енергетичного комплексу, транспорту та зв'язку Автономної Республіки Крим Глава «Громадської Ради з питань Криму». Заступник голови штабу громадянської ініціативи блокади Криму.

## Життєпис
У 2006 році закінчив Національну академію державної податкової служби України за спеціальністю «Економіка підприємства» та здобув кваліфікацію економіста.
У 2006—2009 рр. — займав керівні посади у комерційному підприємстві у місті Сімферополь, АР Крим.
У 2009—2011 рр. — заступник міністра — начальник управління з організації автомобільних перевезень та зв'язку Міністерства транспорту та зв'язку Автономної Республіки Крим;
У 2011—2017 рр. — обіймав посади: помічника депутата Верховної Ради Автономної Республіки Крим; радника Голови Севастопольської міської державної адміністрації; заступника міністра промислової політики, транспорту, зв'язку та паливно-енергетичного комплексу Автономної Республіки Крим; помічника народного депутата України.
Гданов покинув територію Автономної Республіки Крим у 2014 році, у зв'язку з тимчасовою окупацією Кримського півострова росією.
З 2015 року заступник штабу «Громадянської ініціативи блокади Криму».
Як лідер «Громадської ради у кримських справах» та представник Меджлісу кримськотатарського народу критично ставився до бездіяльності колишньої представниці Президента України в Криму Наталії Попович.
З серпня 2017 року до липня 2019 року обіймав посаду Першого заступника Постійного Представник Президента України в Автономній Республіці Крим.
З 2018—2019 рр. — в.о. Постійний Представник Президента України в Автономній Республіці Крим.
|  | Зараз дуже важливо доводити правду до суспільства про ті часи, коли через три роки після депортації кримських татар загинуло від хвороб та голоду 46% депортованих — дітей, жінок, людей похилого віку. І не забувати. Зараз Росією в окупованому Криму проводиться вже гібридна депортація, коли усілякими методами тиснуть на українців та кримських татар, змушуючи покинути свою Батьківщину… Але в нас є генетична пам'ять. Ми одного разу повернулися в Крим і повернемося ще! — Ізет Гданов |

22 жовтня 2018 року — потрапив до санкційного списку країни-агресора, яка ввела санкції проти компаній та громадян України, які завдають шкоду РФ.
У 2020—2023 роках — аспірант Одеського державного університету внутрішніх справ. У 2022 році Гданов захистив дисертацію з обмеженим доступом в Одеському державному університеті внутрішніх справ на тему «Адміністративно-правові та організаційні засади деокупації АР Крим», здобувши ступінь доктора філософії з права у 2023 році.

## Військова служба
Після повномасштабного вторгнення РФ в Україну у 2022 році Ізет Гданов вступив до лав Збройних Сил України. Офіцер, учасник бойових дій. З 2023 року він обіймає посаду заступника командира батальйону в ОШБ.
8 квітня 2022 року так званий «Київський районний суд» м. Сімферополя тимчасово окупованої території Автономної Республіки Крим заочно засудив Гданова до 8 років колонії суворого режиму за частиною другою статті 208 КК РФ «участь у діяльності незаконного збройного формування, що діє на території іноземної держави з метою, що суперечить інтересам РФ», звинувативши його у причетності до батальйону імені Номана Челебіджихана. Вирок винесла суддя Ольга Кузнєцова.

## Викладацька діяльність
Ізет Гданов також за сумісництвом займається викладацькою діяльністю, обіймаючи посади старшого викладача в Національній академії внутрішніх справ та старшого наукового співробітника в Національному університеті оборони України.

## Спроба вбивства
13 серпня 2012 року у Сімферополі біля магазину «Таїр» на проспекті Перемоги невідомі здійснили напад Ізета Гданова. Завдяки наданню вчасної та кваліфікованої допомоги медикам вдалося зберегти життя та здоров'я. Виконавців і замовників не знайшли.

## Нагороди
У 2018 Ізет Гданов був нагороджений відзнакою «Вогнепальна зброя» МВС України.